# گرگم به هوا
گرگم به هوا یا بالابلندی (به انگلیسی: Tag) یک بازی کودکانه است که در اشکال و فرهنگ‌های مختلف وجود دارد. در این بازی ابتدا بازیکنان در محل بازی جمع می‌شوند و یکی از آنها به قید قرعه با عنوان گرگ معرفی می‌شود. او تلاش می‌کند سایر بازیکنان را که در محوطه بازی پراکنده هستند، تعقیب و از پشت با دست لمس کند. بازیکنان دیگر موقعی که در جای بلندتری نسبت به گرگ بایستند از دست گرگ در امان هستند. گرگ در کمین است تا هنگامی که بازیکنان جای خود را عوض می‌کنند، به یکی از آنها دست بزند، که در این‌صورت آن بازیکن گرگ می‌شود و جای گرگ قبلی را می‌گیرد و بازی را دوباره ادامه می‌دهند.

## شیوه بازی
نحوهٔ بازی به این صورت است که از بین چند نفر، یک نفر به عنوان گرگ انتخاب می‌شود و وظیفهٔ او گرفتن بقیه است و بقیه باید از دست او فرار کنند. افراد می‌توانند برای در امان بودن از دست گرگ، به مکانی که از سطح زمین ارتفاع بیشتری داشته (حداقل ۲۰ سانتیمتر) رفته و در آنجا استراحت کنند و گرگ در این زمان نمی‌تواند آن‌ها را بگیرد. هرگاه گرگ کسی را با دست خود بزند، آن شخص گرگ جدید می‌شود و گرگ قبلی باید از دست او فرار کند و به یک بلندی پناه ببرد. این بازی معمولاً در محیط‌های باز انجام می‌شود و تعداد شرکت‌کنندگان در آن نامحدود است.

## ایراد بازی
یکی از ایرادهای بازی این است که قانون مشخصی برای مدت زمان اقامت افراد در بلندی ندارد؛ بنابراین همه می‌توانند به یک بلندی رفته و مدت زمان طولانی در آنجا بمانند و کاری از دست گرگ برنمی آید، که این کار باعث بی‌مزه شدن بازی و از بین رفتن هیجان آن می‌شود. البته بازیکنان بسته به سن و سال می‌توانند قوانینی برای رفع این ایراد بگذارند. به طور مثال هیچ شخصی حق ندارد بیشتر از ۱۰ ثانیه در یک بلندی بماند و گرگ هم حق ندارد که در کنار افرادی که در بلندی هستند، در انتظار بماند تا پس از اتمام ۱۰ ثانیه فوراً آنها را بگیرد؛ و باید حداقل از آن‌ها ۵ متر فاصله بگیرد. در این صورت هم بازی جریان می‌یابد و هم هیجان بیشتری خواهد داشت.